# Darney
Darney és un municipi francès, situat al departament dels Vosges i a la regió del Gran Est. L'any 2007 tenia 1.238 habitants.
El primer president txecoslovac Tomáš Garrigue Masaryk va visitar allí les seves legions txecoslovacs el 8 de desembre de 1918 a Darney. (cs) PRECLÍK, Vratislav. Masaryk a legie (TGM and legions), viaz. kniha, 219 p., first issue vydalo nakladatel´stvo Paris Karviná, Žižkova 2379 (734 01 Karviná-Mizerov, Czech Republic) vo spoluprácii s Masarykovým demokratickým hnutím (In association with the Masaryk democratic movement in Prague), 2019, ISBN 978-80-87173-47-3, pages 167-9, 186

## Demografia

### Població
El 2007 la població de fet de Darney era de 1.238 persones. Hi havia 525 famílies, de les quals 226 eren unipersonals (81 homes vivint sols i 145 dones vivint soles), 166 parelles sense fills, 97 parelles amb fills i 36 famílies monoparentals amb fills.
La població ha evolucionat segons el següent gràfic:
Habitants censats

### Habitatges
El 2007 hi havia 672 habitatges, 533 eren l'habitatge principal de la família, 23 eren segones residències i 115 estaven desocupats. 372 eren cases i 292 eren apartaments. Dels 533 habitatges principals, 269 estaven ocupats pels seus propietaris, 251 estaven llogats i ocupats pels llogaters i 13 estaven cedits a títol gratuït; 12 tenien una cambra, 51 en tenien dues, 111 en tenien tres, 153 en tenien quatre i 205 en tenien cinc o més. 295 habitatges disposaven pel capbaix d'una plaça de pàrquing. A 284 habitatges hi havia un automòbil i a 102 n'hi havia dos o més.

### Piràmide de població
La piràmide de població per edats i sexe el 2009 era:
| Homes | Edats   | Dones |
| ----- | ------- | ----- |
| 0     | 95 o +  | 8     |
| 8     | 90 a 94 | 28    |
| 12    | 85 a 89 | 36    |
| 20    | 80 a 84 | 24    |
| 32    | 75 a 79 | 20    |
| 44    | 70 a 74 | 40    |
| 36    | 65 a 69 | 40    |
| 40    | 60 a 64 | 48    |
| 40    | 55 a 59 | 24    |
| 36    | 50 a 54 | 48    |
| 48    | 45 a 49 | 52    |
| 44    | 40 a 44 | 36    |
| 24    | 35 a 39 | 16    |
| 64    | 30 a 34 | 52    |
| 28    | 25 a 29 | 40    |
| 44    | 20 a 24 | 40    |
| 24    | 15 a 19 | 25    |
| 24    | 10 a 14 | 52    |
| 36    | 5 a 9   | 36    |
| 24    | 0 a 4   | 36    |

## Economia
El 2007 la població en edat de treballar era de 753 persones, 491 eren actives i 262 eren inactives. De les 491 persones actives 422 estaven ocupades (243 homes i 179 dones) i 68 estaven aturades (33 homes i 35 dones). De les 262 persones inactives 94 estaven jubilades, 46 estaven estudiant i 122 estaven classificades com a «altres inactius».

### Ingressos
El 2009 a Darney hi havia 507 unitats fiscals que integraven 1.011 persones, la mediana anual d'ingressos fiscals per persona era de 15.297 €.

### Activitats econòmiques
Dels 58 establiments que hi havia el 2007, 5 eren d'empreses alimentàries, 3 d'empreses de fabricació d'altres productes industrials, 4 d'empreses de construcció, 18 d'empreses de comerç i reparació d'automòbils, 2 d'empreses de transport, 4 d'empreses d'hostatgeria i restauració, 6 d'empreses financeres, 1 d'una empresa immobiliària, 5 d'empreses de serveis, 7 d'entitats de l'administració pública i 3 d'empreses classificades com a «altres activitats de serveis».
Dels 18 establiments de servei als particulars que hi havia el 2009, 1 era una oficina d'administració d'Hisenda pública, 1 gendarmeria, 1 oficina de correu, 4 oficines bancàries, 1 taller de reparació d'automòbils i de material agrícola, 1 taller d'inspecció tècnica de vehicles, 1 autoescola, 1 paleta, 2 lampisteries, 1 empresa de construcció, 2 perruqueries i 2 restaurants.
Dels 13 establiments comercials que hi havia el 2009, 1 era un hipermercat, 1 una botiga de més de 120 m², 4 fleques, 1 una fleca, 1 una peixateria, 1 una botiga de roba, 1 una botiga d'equipament de la llar, 1 una sabateria, 1 un drogueria i 1 una joieria.
L'any 2000 a Darney hi havia 5 explotacions agrícoles.

## Equipaments sanitaris i escolars
El 2009 hi havia 1 hospital de tractaments de curta durada i 1 farmàcia.
El 2009 hi havia 1 escola maternal i 1 escola elemental. Darney disposava d'un col·legi d'educació secundària

## Poblacions més properes
El següent diagrama mostra les poblacions més properes.

## Agermanaments
- Humenné, Eslovàquia